# Васина, Клавдия Александровна
Клавдия Александровна Васина (в девичестве Линькова; 1927—2016) — советская работница сельского хозяйства, звеньевая колхоза, Герой Социалистического Труда (1948).

## Биография
Родилась в 1927 году в одной из деревень Татарской АССР.
Трудовую деятельность начала в 1941 году в сельхозартели «Новый мир» Тетюшского района республики, где работала всю Великую Отечественную войну, за что была награждена медалью «За доблестный труд в Великой Отечественной войне 1941—1945 гг.»
Окончив в 1945 году сельскохозяйственную школу в Тетюшах, Клавдия стала звеньевой полеводческой бригады в колхозе «Новый мир» — возделывала озимую пшеницу, урожай которой до войны был низким. Самообразованием, читая литературу по агротехнике, а также изучив опыт Буинского сортоиспытательного участка Татарской АССР, Казанской селекционной станции и Куйбышевского опытного поля, звено Клавдии Александровны взялось за работу. После уборки хлеба на участке Линьковой урожайность пшеницы составила 28,6 центнера, а ржи — 30,14 центнера с гектара. Это были высокие показатели, так как в лучший для колхоза 1939 год урожай достиг всего 16 центнеров. Весной 1948 года звеньевой Клавдии Линьковой и председателю колхоза «Новый мир» Михаилу Зотову было присвоено звание Героев Социалистического Труда, а 24 труженика сельхозартели были награждены орденами и медалями.
Затем К. А. Линькова в 1950-х — 1970-х годах работала животноводом, заведующей фермой. Также занималась общественной работой — избиралась депутатом Верховного Совета Татарской АССР. Затем вышла на пенсию.

## Награды
- В 1948 году К. А. Линьковой было присвоено звание Героя Социалистического Труда с вручением ордена Ленина.
- Также была награждена медалями.